# منشأة السادات (الفيوم)
قرية منشاة السادات هي إحدى القرى التابعة لمركز سنورس في محافظة الفيوم في جمهورية مصر العربية. حسب إحصاءات سنة 2006، بلغ إجمالي السكان في منشاة السادات 4046 نسمة، منهم 2039 رجل و2007 امرأة.